# Улица Лесгафта (Казань)
Улица Лесгафта (тат. Лесгафт урамы, Lesgaft uramı) — улица в Вахитовском районе Казани. Названа в честь учёного, профессора Казанского университета Петра Лесгафта (1837-1909).

## География
Пересекается со следующими  улицами:
- улица Айвазовского[вд]
- улица Волкова[вд]
- улица Чехова[вд]
- улица Хади Атласи
- Улица Вишневского

Ближайшая параллельная улица — Достоевского. Ближайшая станция метро — «Суконная слобода». Улица имеет по одной полосе движения в каждом направлении.

## История
Возникла не позднее 1-й половины XIX века. До революции 1917 года имела название Муратовская улица по фамилии одного из домовладельцев и относилась к 3-й (от начала до Кирпично-Заводской улицы) и 4-й полицейским частям. В 1914 году постановлением Казанской городской думы часть улицы была переименована в Кирилло-Мефодьевскую улицу (по церкви), но реально это название не использовалось. Современное название было присвоено 2 ноября 1927 года.
Административно улица относилась к 4-й и 3-й частям; их граница проходила по участку улицы между современными улицами Чехова и Вишневского, после введения в городе районного деления относилась к Бауманскому (до 1935), Молотовскому (1935–1942), Свердловскому (1942–1956), вновь Молотовскому (с 1957 года Советскому, 1956–1973), и Вахитовскому районам.

## Примечательные объекты
- угол улиц Лесгафта и Айвазовского — Кирилло-Мефодиевская церковь[тат.] (снесена в 1937 г.)
- № 2/19 — жилой дом ИТР треста «Союзмука» и УИТЛК МВД ТАССР.[16][17]
- № 19 — дом Н. Филипсона.[18]
- № 20 — жилой дом завода «Пишмаш».[19]
- № 24 — жилой дом Татарской научно-реставрационной производственной мастерской (1959 год).[20]
- № 31/25 — жилой дом объединения «Зооветснаб».[21]
- № 40 — в этом здании в 194?–1975 годах располагалось Казанское епархиальное управление.[22]

## Транспорт
Общественный транспорт по улице не ходит; ближайшие автобусные остановки находятся на улицах Волкова и Вишневского.
В 1905-1925 годах на перекрёстке улиц Лесгафта и Вишневского располагалась конечная остановка Грузинской линии трамвая (позднее маршрут № 3).

## Известные жители
На улице в разное время проживали писатель, драматург и преподаватель Иван Михеев, этнограф Марьям Губайдуллина епископы Русской православной церкви Иван Мальцев и Аркадий Королёв, министр сельского хозяйства ТАССР Георгий Мамаков, заслуженный деятель науки ТАССР и РСФСР Марат Вахитов, архитекторы Искандер Валеев и Мунир Агишев, писательница Раиса Ишмуратова, писатель и журналист Наис Гамбар.